# Parque nacional de Sai Yok
El Parque nacional de Sai Yok (en tailandés, อุทยานแห่งชาติไทรโยค) es un área protegida del centro de Tailandia, en la provincia de Kanchanaburi. Tiene 500 kilómetros cuadrados de extensión. Fue declarado en octubre de 1980, como el parque nacional 19.º del país. El parque, sede de montañas, cascadas y cuevas, es parte del área protegida Complejo forestal occidental. 
Durante la Segunda Guerra Mundial, prisioneros de guerra aliados fueron obligados a trabajos forzados en la zona, incluyendo partes del parque y vivieron alrededor del origen de la cascada de Sai Yok. Aún quedan restos japoneses por la región. Una cordillera de caliza se extiende en dirección norte-sur, siendo su pico más alto el Khao Khwae (1.327 m s. n. m.).